# フランソワ・キャヴリエ
フランソワ・キャヴリエ（仏: François Cavelier、1979年2月14日 - ）は、フランスの写真家。セーヌ＝マリティーム県モン・サン・テニャン（Mont- Saint-Aignan）生まれ。

## 経歴
1995年から1999年にかけてアート・グラフィックを学び、その後ルーアンのボーザール（École_régionale_des_Beaux-Arts_de_Rouen école régionale des Beaux Arts de Rouen）に入学。2004年に学位取得後、ELLE、Vogue、Monocleなどの雑誌と仕事をする一方、独自のプロジェクトとして物語性のある連作形式の写真などを発表している。2010年には、フランス・ノルマンディー地方で開かれたアートイベント、ノルマンディー・アンプレッショニスト展と同時開催されたルーアン・アンプレッショネ展において、日本の富士山をテーマとし、象徴化されイメージ化されたものの美とはなにかをコンセプトとした写真展 "FUJISAN"を開催している。

## 個展
- 2010年 7月-8月 - " FUJISAN／富士山" ルーアン・インプレッショネ展(Rouen Impressionnée), ギャラリー・ラファイエット ルーアン B1 Galeries Lafayette, Rouen, France
- 2007年 11月- "Opening／オープニング" Calm studio, Rouen, France
- 2005年 12月 - "Face a Face(s)／フェイス　ア　フェイシズ", 19. Internationales filmfest Braunschweig, Galerie de la Bibliothèque Universitaire, Basse Saxe, Allemagne
- 2005年 5月 - "Face a Face(s)／フェイス　ア　フェイシズ", Galerie de l'hotel de Région Haute-Normandie, Rouen, France